# Bosnia Airlines
Bosnia Airlines was een Bosnische luchtvaartmaatschappij met thuisbasis in Mostar.

## Geschiedenis
Bosnia Airlines werd in 2004 opgericht door Muamer Kalić.